# Pol 3.14 (grupo de música)
Pol 3.14 es un grupo de música y proyecto musical español cuyo integrante es Joaquín Polvorinos, vocalista del grupo y guitarra. Joaquín  es cantante y compositor madrileño, músico de tono intimista y personal. La popularidad del grupo incrementó tras interpretar sus canciones en la novena temporada de la serie española Los hombres de Paco. Las canciones más conocidas de este grupo son Lo que no ves, seguida de Bipolar, canción que les llevó al éxito más inmediato tras su aparición en la serie de televisión y A ras del cielo, canción que forma parte de la banda sonora de la película española Tres metros sobre el cielo.

## Biografía
Joaquín Polvorinos empezó a tocar la guitarra después de escuchar en un concierto de un amigo suyo una canción de Antonio Vega . Comenzó tocando en los bares y locales madrileños donde posteriormente inicia la composición de sus propias canciones y conoce al resto de su banda, hasta que un día se topan con el equipo de casting de Los hombres de Paco en 'El búho'. Fue desde ese momento donde sus vidas dan un giro de 180 grados. Sus canciones se convirtieron en la banda sonora de esa famosa serie en la novena temporada en 2010. Después de ese boom, llegó la película Tres metros sobre el cielo en la que compusieron A ras del cielo y también hicieron varias participaciones en la serie española El Barco. A raíz del éxito en la serie de Los hombres de Paco, la productora Them Films decide publicar su primer álbum "Pol 3.14", que fue producido por Manel Santisteban y Suso Saiz. Su carta de presentación fue Bipolar y salió a la venta el 1 de junio de 2010. Su repertorio lo completan otros nueve temas grabados exclusivamente con el apoyo de una guitarra, el bajo y la batería.
Tras la publicación de los vídeos de sus singles Bipolar y Lo que no ves, éstos se convirtieron en un fenómeno en Internet con más de 3.500.000 visitas en YouTube y más de 2.000.000 en la plataforma de Tuenti. Una de sus canciones Lluvia en las Pestañas se adaptó y se modificó para convertirse en A ras del cielo, tema central de la película Tres metros sobre el cielo de Fernando González Molina, cuyo estreno fue en diciembre de 2010. En ese mismo año Pol 3.14 fue nominado en los premios 40 Principales en la categoría de Artista Revelación, pero el premio se lo llevó el grupo musical español Maldita Nerea.
En el año 2011 fue seleccionado para formar parte junto con otros cinco grupos de música del evento de Coca-Cola Music Experience, uno de los grandes proyectos con los que se quiso conmemorar el 125.º aniversario de la marca de refrescos. Pol se encargó de versionar la famosa canción Al mundo entero, que en el año 1971 fue interpretada por el grupo británico New Sekkers. En el año 2012 su canción Piensa de su primer álbum Pol 3.14 apareció de fondo en el capítulo 10 de la serie de El Barco de la cadena Antena 3. Y fue la canción Jóvenes Eternamente su primer single de su nuevo disco 'Jóvenes Eternamente' la que se posicionó en el puesto número dos en Itunes tras su presentación en exclusiva dentro de la serie El Barco en ese mismo año.
Tras el lanzamiento de sus dos discos 'Pol 3.14' (2010) y 'Jóvenes Eternamente' (2012) Pol volvió, pero produciendo 'Solo' (2014) su tercer disco producido por él. Todo esto surgió tras un accidente que sufrió en Gran Vía, en vez de hundirse decidió dar un giro inesperado a su carrera musical y dejó la discografía en la que estaba, algo que llevaba un tiempo intentando hacer. Tras ese accidente en el que una moto se le cayó encima y acabó con un hueso fracturado, se empeñó en comenzar de nuevo y borrar de su nombre 3.14. Con este disco se fortaleció y pasó él solo por el proceso productivo, por lo que no renegaba en ningún momento de producir los discos a otros artistas, como decía en una entrevista realizada para la Cadena Ser en 2014. Contó con sus compañeros de banda y otros grandes amigos como Carlos Sadness, Alex Mel, Nuria Elósegui, Maryan Frutos o Gloria Aura que colaboraron en la realización de su disco, que estrenó el 17 de diciembre de 2014 en la sala Movy Dick de Madrid ante el público.
Después de ese lanzamiento apareció en algunos festivales españoles, en el conocido Festival Arenal Sound (Castellón) en el año 2016. Con tres discos a sus espaldas, en el 2018 llegó su cuarto disco Conexiones artificiales (Warner) lleno de pop rock alejado del rock clásico. Un disco que cuenta con diez temas y dos bonus track con Sidonie e Iván Ferreiro. Después de un año de trabajo para lanzar el disco, se desestimó una versión que estaba prácticamente terminada y se realizaron cambios de última hora para la versión final, que fue producida por Fermín Bouza (Correos) y José Caballero productores del disco en Estudios NEO de Aranda del Duero.  El lanzamiento del cuarto disco se produjo después del verano de 2018, en el que se produjo su gira veraniega por varios festivales españoles.

## Arte

### Estilo musical
El estilo musical de Pol 3.14 ha sido el pop rock. En su repertorio de temas se pueden encontrar canciones de todo tipo desde lo más íntimo de su ser al nervio épico. Sus discos cuentan con canciones tristes y alegres, tiene riqueza en las influencias y resulta ser un grupo auténtico.

### Influencias
Entre sus influencias figuran Antonio Vega, Quique González, Radiohead, Elliot Smith, Richard Ashcroft o Jeff Buckley.

## Discografía
Pol 3.14 (2010) El videoclip del primer single, Bipolar, fue estrenado el 20 de abril de 2010, producido por Them Films y grabado en Londres. El disco reúne diez canciones poderosas y sólidas compuestas la gran mayoría por Pol. Este disco permaneció tres semanas en la lista de los más vendidos en España. El 1 de junio de 2010 se lanzó al mercado y durante ese verano el grupo Pol 3.14 inició una gira por toda España promocionando su disco de la mano de 40 principales. 
Jóvenes Eternamente (2012) Su segundo disco salió al mercado en el año 2012 y contiene las canciones que aparecieron en la serie El Barco como por ejemplo, Jóvenes Eternamente y En nuestro retrovisor. En este disco se encuentran canciones nuevas tales como son Tu night, La parte artificial (en la cual participan David Otero y El Pescao), Un millón de mariposas, La patinadora, etcétera. Todas las canciones son interpretadas en su totalidad por Pol (voz) y el grupo (en cuanto a todo lo demás).
Solo (2014) Su tercer disco, en el que decide realizar la autoedición y producirlo él mismo. Disco que expresa la fortaleza que debe tener uno para conseguir lo que queremos, según Pol "este es su mayor éxito".
Conexiones Artificiales (2018) Cuarto disco.

## Colaboraciones
- A ras de cielo para la película 3MSC
- Al mundo entero para Coca Cola Music Experience.
- Jóvenes eternamente para la serie El Barco.

## Premios
| Premio                 | Categoría          | Año  | Nominado | Resultado |
| ---------------------- | ------------------ | ---- | -------- | --------- |
| Premios 40 principales | Artista revelación | 2010 | Pol 3.14 | Nominado  |

## Curiosidades
Cuando preguntaron a Pol sobre el nombre del grupo, éste respondió que Pol es el diminutivo de su apellido (Joaquín Polvorinos) y que en su época estudiantil vivía cerca del colegio, así que entre las clases de por la mañana y las de la tarde se iba a su casa a echarse la siesta. Le dijo a su madre que lo despertaba a las 15:14 (3.14) por qué a las 15:15 era la hora a la que entraba al colegio después de la siesta. Además, el número pi es un número que le gusta mucho al cantante porque tiene infinitos decimales, es un número eterno para él y según explicaba en una entrevista cree que es como asociar tu nombre a algo que va a durar para siempre. Además hace referencia a su primera novia, Pilar. El 3.14 hace referencia a su fecha de nacimiento.